# Đèo Bụt, Trấn Yên
Đèo Bụt Trấn Yên nằm trên đường liên huyện ở giáp ranh giữa xã Lương Thịnh và Hồng Ca huyện Trấn Yên tỉnh Yên Bái, Việt Nam .

## Vị trí
Đèo Bụt trên đường liên huyện, đi từ ngã ba Lương Thiện trên quốc lộ 37 vào trung tâm hành chính của xã Hồng Ca huyện Trấn Yên.